# Gymnogongrus griffithsiae
Espèce
Synonymes
- Actinococcus aggregatus F.Schmitz, 1893[2]
- Ahnfeltia griffithsiae (Turner) Fries, 1835[2]
- Chondrus griffithsiae (Turner) J.Agardh, 1842[2]
- Fucus griffithsiae Turner, 1808[2]
- Polyides griffithsiae (Turner) Gaillon, 1828[2]
- Sphaerococcus griffithsiae (Turner) C.Agardh[2]

Gymnogongrus griffithsiae est une espèce d’algues rouges de la famille des Phyllophoraceae.
Cette espèce est nommée Fucus griffithsiae en 1808 par Dawson Turner en l’honneur d’Amelia Griffiths. Elle sera transférée dans le genre Gymnogongrus par Carl Friedrich Phil.Sigm. Martius en 1833. 

## Liste des variétés
Selon World Register of Marine Species (5 novembre 2017) :
- variété Gymnogongrus griffithsiae var. galapagensis Piccone & Grunow, 1886
- variété Gymnogongrus griffithsiae var. tristis (J.V.Lamouroux) E.Taskin, 2014